# Diocesi di Appiaria
La diocesi di Appiaria (in latino: Dioecesis Appiarensis) è una sede soppressa e sede titolare della Chiesa cattolica.

## Storia
Appiaria, identificabile con il villaggio di Rjahovo nel comune di Slivo Pole nell'odierna Bulgaria, è un'antica sede vescovile della provincia romana della Mesia Seconda (o Inferiore) nella diocesi civile di Tracia. Faceva parte del patriarcato di Costantinopoli ed era suffraganea dell'arcidiocesi di Marcianopoli.
Sono noti due vescovi di questa antica diocesi. Il vescovo Lupicino è menzionato in una lettera di Giovanni Crisostomo a papa Innocenzo I (circa 403). Marziale sottoscrisse la lettera dei vescovi della Mesia Seconda all'imperatore Leone (458) in seguito all'uccisione del patriarca alessandrino Proterio. La sede di Appiaria non compare più nella Notitia Episcopatuum dello pseudo-Epifanio, composta durante il regno dell'imperatore Eraclio I (circa 640), scomparsa probabilmente dopo l'invasione dei Bulgari.
Dal XX secolo Appiaria è annoverata tra le sedi vescovili titolari della Chiesa cattolica; dall'11 febbraio 2025 il vescovo titolare è Anthony Gerard Percy, vescovo ausiliare di Sydney.

## Cronotassi

### Vescovi greci
- Lupicino † (menzionato nel 403 circa)
- Marziale † (menzionato nel 458)

### Vescovi titolari
- Bonifatius (Josef) Sauer, O.S.B. † (25 agosto 1920 - 7 febbraio 1950 deceduto)
- Joseph Lennox Federal † (5 febbraio 1951 - 31 marzo 1960 succeduto vescovo di Salt Lake City)
- Thomas Austin Murphy † (19 maggio 1962 - 17 novembre 1991 deceduto)
- Vasile Bizău (27 ottobre 2007 - 11 giugno 2011 confermato eparca di Maramureș)
- Ernesto Giobando, S.I. (5 marzo 2014 - 12 dicembre 2024 nominato vescovo di Mar del Plata)
- Anthony Gerard Percy, dall'11 febbraio 2025